# Caldas (ort i Colombia, Boyacá, lat 5,55, long -73,87)
Caldas är en ort i Colombia.   Den ligger i departementet Boyacá, i den centrala delen av landet, 110 km norr om huvudstaden Bogotá. Caldas ligger 2 671 meter över havet och antalet invånare är 475.
Terrängen runt Caldas är huvudsakligen kuperad, men åt sydväst är den bergig. Runt Caldas är det tätbefolkat, med 297 invånare per kvadratkilometer. Närmaste större samhälle är Chiquinquirá, 8,7 km nordost om Caldas. Omgivningarna runt Caldas är en mosaik av jordbruksmark och naturlig växtlighet.